# Antoine Le Maçon
Antoine Le Maçon, né à Buis-les-Baronnies vers 1500 et mort en 1559, est un traducteur français.

## Biographie
Conseiller du roi et Trésorier des guerres, Le Maçon devint secrétaire particulier de Marguerite de Navarre, reine de Navarre. Pour plaire à cette princesse, qui aimait beaucoup les lettres et les romans, il entreprit une traduction de l’italien vers le français du Décaméron de Boccace, imprimé à Paris en 1545 par le libraire Estienne Roffet sous le titre : Le Decameron de Messire Jehan Bocace Florentin, Nouvellent traduict d’Italien en francoys par Maistre Anthoine Le Macon conseiller du Roy & tresorier de l'extraordinaire de ses guerres. Avec privilege du Roy (BnF Gallica).
Le style est beaucoup plus gothique que celui d’Amyot, quoique ce dernier ait écrit dans le même temps que Le Maçon. La traduction de celui-ci est la première en France des Contes de Boccace effectuée directement à partir de l’italien. Dans cette traduction du Décaméron, les endroits impies ou grivois, d’abord rendus en français avec toute la force qu’ils ont dans l’original, ont été modifiés dans les éditions postérieures, à l'instar des changements apportés au texte en italien. Cette traduction connut un grand succès puisqu'elle fut réédité plus de quarante fois durant les XVIe et XVIIe siècles. En 1757-1761, une édition de cette traduction est encore publiée, sans nom d'éditeur, à « Londres ». Elle est recherchée pour ses belles gravures.
On doit également à Le Maçon l’édition des Œuvres de Jean Lemaire de Belges in-folio, et de celles de Clément Marot.
On lui a quelquefois attribué, à tort, la paternité des Érotasmes ou les Amours de Phydie et de Gélasine (Lyon, 1550, in-8°) sorties de la plume de Philibert Bugnyon.